# Hisataka Okamoto
Hisataka Okamoto (Japó, 14 de desembre de 1933), és un exfutbolista japonès.

## Selecció japonesa
Hisataka Okamoto va disputar 5 partits amb la selecció japonesa.